# ГЕС Літтл-Гус
ГЕС Літтл-Гус — гідроелектростанція у штаті Вашингтон (Сполучені Штати Америки). Знаходячись між ГЕС Ловер-Граніт (вище по течії) та ГЕС Ловер-Монументал, входить до складу каскаду на річці Снейк, лівій притоці Колумбії (має гирло на узбережжі Тихого океану на межі штатів Вашингтон та Орегон).
У межах проекту річку перекрили комбінованою греблею висотою 77 метрів та довжиною 809 метрів. Її лівобережна частина виконана як бетонна споруда та включає судноплавний шлюз із розмірами камери 204х26 метрів, тоді як до правого берегу прилягає земляна секція греблі. Споруда утримує витягнуте по долині Снейк на 60 км водосховище Lake Bryan з площею поверхні 40,6 км² та об’ємом 697 млн м3 (корисний об’єм 60 млн м3), в якому припустиме коливання рівня у операційному режимі між позначками 192,9 та 194,5 метра НРМ.
Пригреблевий машинний зал обладнали шістьома турбінами типу Каплан потужністю по 135 МВт. Вони використовують напір від 28 до 30 метрів (номінальний напір 28,3 метра) та у 2015 році забезпечили виробництво 1,77 млрд квТ-год електроенергії на рік.